# Lindingaspis opima
Lindingaspis opima är en insektsart som först beskrevs av Filippo Silvestri 1915.  Lindingaspis opima ingår i släktet Lindingaspis och familjen pansarsköldlöss. Inga underarter finns listade i Catalogue of Life.